# Stuvsta vattentorn

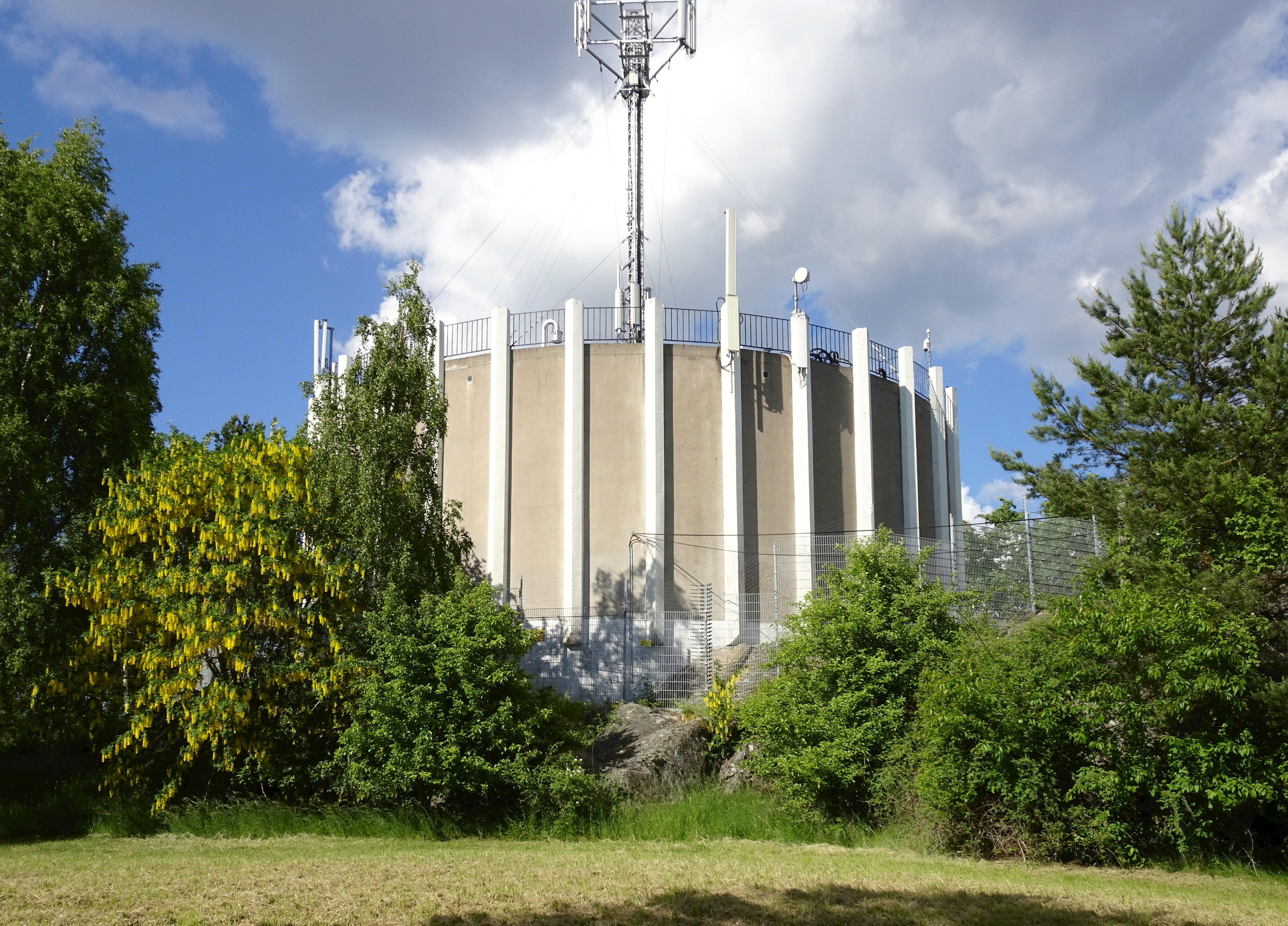
Stuvsta vattentorn på Kallkärrsklinten.

Stuvsta vattentorn (även kallat Stuvstareservoaren) är ett vattentorn i Stuvsta-Snättringe i Huddinge kommun. Tornet står på berget Kallkärrsklinten och togs i drift 1952.

## Kallkärrsklinten

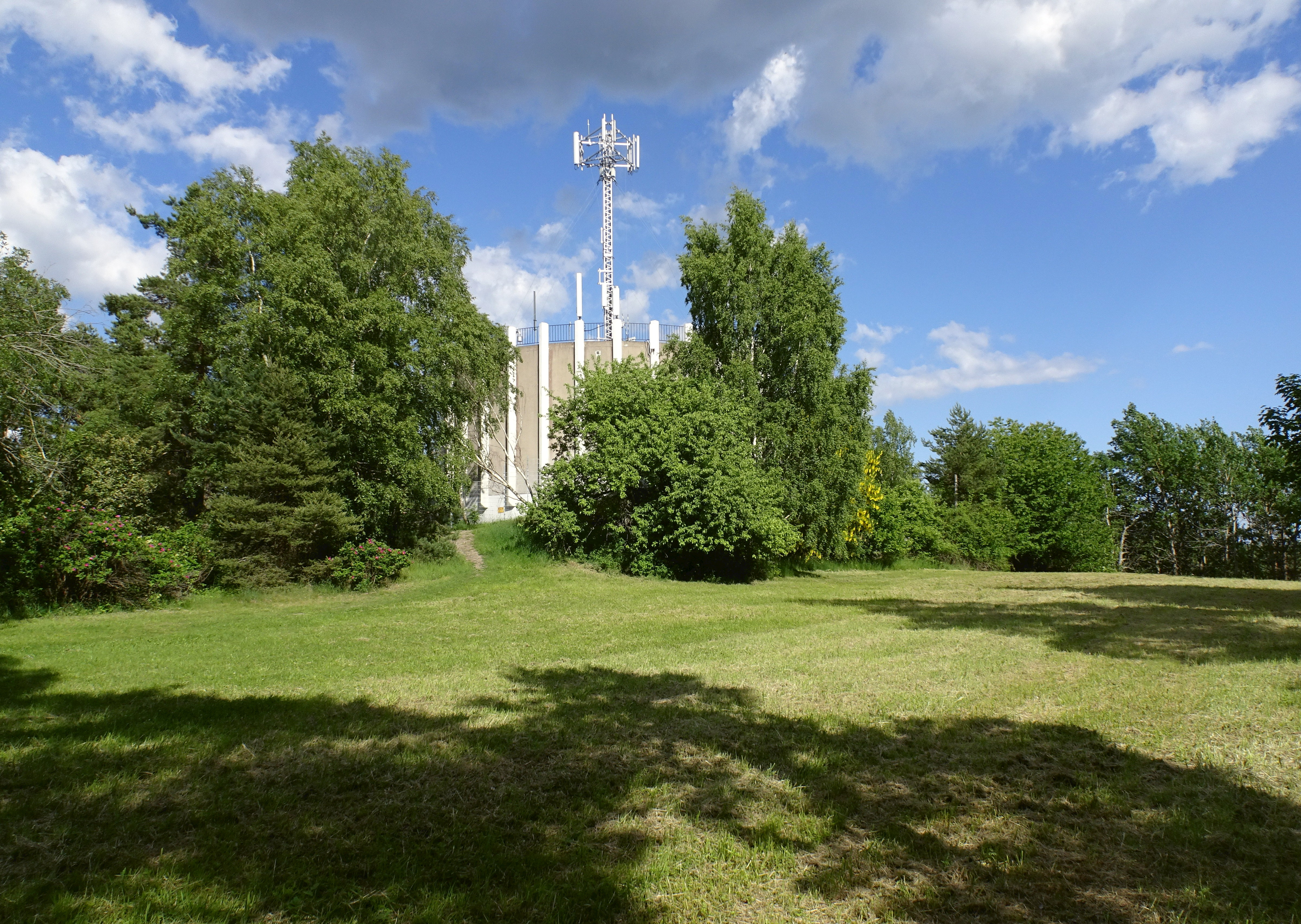
Kallkärrsklinten 2017.

Kallkärrsklinten har en höjd av 75 meter över havet och ligger sydöst om Långsjön, strax norr om Häradsvägen. På berget finns en långsträckt gräsbevuxen platå som av de boende brukar nyttjas som samlingsplats när Valborgsmässoafton med brasa skall firas.

## Vattentornet
På Kallkärrsklinten uppfördes ett av Huddinges vattentorn som stod färdig 1952. Reservoarvolym är 1 500 m³ och högsta vattennivån ligger 10 meter över mark. Vattentornet projekterades av väg- och vatteningenjören Jan Rådberg som då var anställd vid Vattenfall i Stockholm och byggdes av AB Vägförbättringar. Den cylindriska reservoaren står direkt på berget och accentueras av vertikala, vitmålade betongribbor som ovanför taket blir till en del av räcket. Anläggningen ägs av Stockholm Vatten och Avfall och dricksvattnet kommer från Norsborgs vattenverk.